# DeSoto Airflow
L'Airflow è un'autovettura full-size prodotta dalla DeSoto dal 1934 al 1936. Il modello era innovativo sia da un punto di vista estetico che dell'ingegneria, e destò quindi un grande interesse.

## Storia
La Airflow debuttò con una campagna pubblicitaria che era più imponente di quella della Chrysler Airflow. L'Airflow possedeva una linea particolarmente arrotondata e rappresentò uno dei tentativi più importanti per rendere più aerodinamiche le linee delle vetture dell'epoca.
I fanali anteriori vennero spostati dalla consueta posizione davanti al radiatore, alla zona di fianco alla calandra.  Il parabrezza, invece di essere piatto come sulle altre vetture contemporanee, era diviso in due parti, apribili indipendentemente. Queste ultime formavano infatti un angolo così da fendere l'aria. I parafanghi vennero invece arrotondati. Come conseguenza, queste forme più arrotondate comportarono un abitacolo più silenzioso rispetto a quello delle DeSoto precedenti. L'abitacolo, inoltre, era più spazioso, con sei posti sulle due file di sedili. Venne anche studiata una differente distribuzione dei pesi; ad esempio, il motore fu posizionato oltre le ruote anteriori e non dietro ad esse come capitava comunemente all'epoca. In questo modo, migliorò la guidabilità e l'accelerazione della vettura.
Il modello è stato offerto in due versioni, berlina quattro porte e coupé due porte. Il motore era montato anteriormente, mentre la trazione era posteriore.
Il gruppo Chrysler decise però, nel 1936, di tornare a design più classici e decretò pertanto l'uscita di produzione della Airflow.